# Palestinian Media Watch
Palestinian Media Watch (PMW) è un'organizzazione israeliana fondata nel 1996 per controllare i media e i libri di testo palestinesi in arabo. In particolare, mira ad analizzare la società palestinese in relazione al terrorismo e all'Islam radicale.
Palestinian Media Watch documenta e confronta le relazioni pubbliche palestinesi con il mondo occidentale rispetto ai messaggi passati alla popolazione in arabo.
Il direttore dell'organizzazione è Itamar Marcus. Il direttore dell'organizzazione 
(Palestinian Media Watch)
In un article per CounterPunch, PMW è descritto come un sito di propaganda di estrema destra. Secondo un articolo di Haaretz del 2012 Palestinian Media Watch è associato all'estrema destra israeliana, e la maggioranza delle informazioni fornite da PMW in relazione alle istigazioni alla violenza palestinesi è di natura professionale.
Secondo una indagine di InsideOver Palwatch pubblicherebbe volontariamente informazioni false con centinaia di articoli senza fonte mirati alla disumanizzazione del popolo palestinese. Infatti secondo le indagini di InsideOver l'organizzazione avrebbe un contatto molto stretto con Netanyahu che proprio nel 1998 avrebbe scelto il fondatore di Palwatch, Itamar Marcus, per dirigere i negoziati di una task force a guida israeliana che sorvegliasse su episodi di odio tra israeliani e palestinesi.